# Арамбекур
Арамбекур (фр. Arrembécourt) насеље је и општина у североисточној Француској у региону Шампања-Ардени, у департману Об која припада префектури Бар сир Об.
По подацима из 2011. године у општини је живело 47 становника, а густина насељености је износила 6,6 становника/km². Општина се простире на површини од 7,12 km². Налази се на средњој надморској висини од 125 метара.

## Демографија
| 1962. | 1968. | 1975. | 1982. | 1990. | 1999. | 2011. |
| ----- | ----- | ----- | ----- | ----- | ----- | ----- |
| 42    | 62    | 60    | 60    | 49    | 41    | 47    |

График промене броја становника у току последњих година